# Leopold Roos
Johan Petrus Leopold Roos, född 13 september 1846 i Umeå, död 19 november 1914 i Stockholm, var en svensk läroverkslärare, bankdirektör och kommunalpolitiker.
Roos blev student vid Uppsala universitet 1868. Efter avslutade studier återvände han till sin födelsestad, där han under några var verksam som lärare vid läroverket. År 1871 sökte han transport till Hudiksvall, där han blev adjunkt vid Hudiksvalls högre allmänna läroverk 1873. Han var under en lång följd av år även direktör i Hudiksvalls sparbank och ledamot av styrelsen för Helsinglands Enskilda Bank. Han var under många år ledamot av stadsfullmäktige i Hudiksvalls stad, där han tjänstgjorde som ordförande och som sekreterare. Han åtnjöt pension sedan 1911.